# Litovany
Litovany (dříve Litavany, německy Littowan) jsou obec v okrese Třebíč v Kraji Vysočina. Leží asi 8 km jihovýchodně od Jaroměřic nad Rokytnou. Žije zde 127 obyvatel.

## Název
Na vesnici bylo přeneseno původní pojmenování jejích obyvatel Litvané odvozené od jména litevské země. Litva byla ve střední Evropě známa díky křížovým výpravám proti Prusům (například výpravě Přemysla Otakara II. z roku 1255). První obyvatelé vesnice snad byli účastníci takového vojenského tažení. Zakončení -ovany bylo převzato ze jmen jiných vesnic, například blízkých Rouchovan nebo Dukovan.

## Geografie
Ze západu na východ vede přes území obce silnice z Radkovic u Hrotovic do Přešovic, přes severovýchodní výspu území obce prochází silnice z Přešovic do Rouchovan, na jižním okraji území obce prochází silnice z Přešovic do Újezda a k silnici II/400. Na východním okraji území obce vede severně směrem k Mstěnicím užitková silnice. Podél části severozápadní hranice prochází cyklostezka 401, přes východní část území vede zelená turistická stezka, podél jižního okraje území obce vede v údolí Rokytné žlutá turistická stezka. 
Většina území obce je využívána zemědělsky, severní okraj území obce, západní část území obce a oblast Přírodního parku Rokytná na jihu a jihozápadě území obce jsou zalesněné. 
Severně od zastavěného území obce pramení Boříkovský potok, ten pak teče severně a západně kolem samoty Boříkovský dvůr a následně teče západně, kde se po cca 3 km toku vlévá u Rouchovan do Rouchovanky. V zastavěném území obce pramení Litovanský potok, který teče jižně a po cca 0,5 km toku ústí do Mazného potoka, do Mazného potoka ústí i nepojmenovaný potok, který pramení západně od zastavěného území obce. Mazný potok pramení západně od hranic území obce a následně tvoří velkou část jihozápadní hranice obce, následně ústí do Rokytné, která pak tvoří velkou část jižní hranic obce. 
Většina území obce je rovinatá a nachází se cca v 400 metrech nad mořem, níže se nachází jen údolí Mazného potoka a řeky Rokytné. Ty dosahují nadmořské výšky 350–375 metrů nad mořem. Na jihu obce se v údolí Rokytné nachází i pahorek s nadmořskou výškou 373 m. 
Zastavěné území obce se nachází na téměř uprostřed území obce, blíže k východnímu okraji území obce. V severovýchodní výspě území obce se nachází samota Boříkovský dvůr. V údolí Rokytné se nachází na území obce Kašparův mlýn, těsně za hranicemi výše proti proudu Rokytné se nachází Újezdský mlýn. 
Jižní část území obce se nachází v Přírodním parku Rokytná.

## Historie
První písemná zmínka o obci pochází z roku 1338, kdy je uváděn Milota z Litavan. K roku 1349 je v zemských deskách zaznamenána podoba názvu Lythywanich. Roku 1365 již měl Milota majetku také Mstěnice, ale již v roce 1368 společně s Ctiborem z Litavan prodali část Litovan Přibíkovi z Hudeřic. V roce 1373 je zde uváděna tvrz Litovany, která náležela Ctiborovi z Litovan. V roce 1385 prodal Jan z Litovan tvrz Janu z Vejtmíle. Na konci 14. století prodal Jindřich z Jevišovic dvůr v Litavanech Jílkovi z Litovan. V roce 1406 získal tvrz v Litovanech Vilém Čeněk z Drabolu, ale hned v roce 1412 odprodal tvrz a své majetky v Litovanech Vilémovi z Potštejna.
V první polovině 15. století patřily Litovany Janovi z Litovan, jehož majetek po smrti v roce 1447 připadl jeho věřitelům Beneši z Krhova, Filipu z Lesonic a Mikulášovi Vidunovi z Dobronic a ti obratem prodali tyto majetky Volfovi ze Žerůtek. V roce 1493 patřila většina Litovan Václavovi z Kbelova, který pak odprodal majetky ve vsi Hynku z Bačkovic. Další část Litovan pak odkoupil jeho syn Adam z Bačkovic. V roce 1558 pak větší část Litovan odkoupil Jan Zelený z Říčan a připojil je tak ke krhovskému panství.
Jan Zelený zemřel roku 1563, v roce 1570 pak byla vesnice postoupena Janu Zahradeckému ze Zahrádek, jeho syn Arnošt pak přikoupil i Hrotovice a Litovany se tak staly součástí hrotovického panství. Následně pak hrotovické panství i s Litovany patřilo Frydrychovi ze Zahrádek a Jiřímu ze Zahrádek, kterému však bylo panství konfiskováno a následně je získal Jiří z Náchoda, v roce 1651 pak hrotovické panství získal Jiří Widmer, v roce 1672 pak Hrotovice získal Ondřej Roden z Hirzenau na Hagendorfu. Pánům z Hirzenau patřilo hrotovické panství až do roku 1826, kdy je prodali Hubertovi z Harnoncourtu, který pak v roce 1845 prodal panství Jiřímu Sinovi, který již vlastnil Myslibořice a Dalešice. V roce 1882 pak zakoupil zadlužené panství rakouský podnikatel Anton Dreher.
Do historie místa se zapsal i obávaný loupežník Vilém Sudlice z Litovan, který se v roce 1408 stal nástupcem loupeživého rytíře Hynka Jevišovického z Kunštátu řečeného Suchý Čert na nedalekém hradě Rabštejn.
Do roku 1849 patřily Litovany do hrotovického panství, od roku 1850 patřily do okresu Moravský Krumlov, pak od roku 1942 do okresu Moravské Budějovice a od roku 1960 do okresu Třebíč. Mezi lety 1850 a 1867 patřily Litovany pod Biskupice a mezi lety 1976 a 1990 byla obec začleněna pod Radkovice u Hrotovic, následně se obec osamostatnila.

## Přírodní poměry
Litovany se nachází asi sedm kilometrů jižně od Hrotovic, protéká jí Litovanský potok, který se pod obcí vlévá do Mazného potoka a následně do Rokytné.
Sousedními obcemi sídla jsou Biskupice-Pulkov, Újezd, Radkovice u Hrotovic, Bačice, Hrotovice, Rouchovany a Přešovice.

## Obyvatelstvo
| Rok            | 1869 | 1880 | 1890 | 1900 | 1910 | 1921 | 1930 | 1950 | 1961 | 1970 | 1980 | 1991 | 2001 | 2011 | 2021 |
| -------------- | ---- | ---- | ---- | ---- | ---- | ---- | ---- | ---- | ---- | ---- | ---- | ---- | ---- | ---- | ---- |
| Počet obyvatel | 376  | 414  | 472  | 437  | 379  | 402  | 411  | 337  | 298  | 235  | 213  | 159  | 149  | 130  | 120  |
| Počet domů     | 60   | 64   | 68   | 72   | 72   | 75   | 86   | 90   | 79   | 72   | 66   | 82   | 90   | 91   | 94   |

## Obecní správa a politika

### Obecní symboly
Znak a vlajka byly obci uděleny rozhodnutím předsedy Poslanecké sněmovny Parlamentu České republiky dne 29. května 2007.

### Politika

#### Volby do Poslanecké sněmovny
|       | 2006               | 2010                | 2013               | 2017               | 2021                  |
| ----- | ------------------ | ------------------- | ------------------ | ------------------ | --------------------- |
| 1.    | ČSSD (43,82 %)     | ČSSD (28,43 %)      | ČSSD (22,22 %)     | ANO (40,24 %)      | ANO (40,0 %)          |
| 2.    | KDU-ČSL (20,22 %)  | KSČM (25,49 %)      | ANO 2011 (20,0 %)  | KDU-ČSL (15,85 %)  | SPOLU (31,42 %)       |
| 3.    | KSČM (19,1 %)      | KDU-ČSL (12,74 %)   | KDU-ČSL (17,77 %)  | KSČM (9,75 %)      | Piráti+STAN (12,85 %) |
| účast | 77,39 % (89 z 115) | 83,61 % (102 z 122) | 72,80 % (91 z 125) | 69,75 % (83 z 119) | 67,31 % (70 z 104)    |

#### Volby do krajského zastupitelstva
|      | 1.                | 2.                       | 3.                | účast              |
| ---- | ----------------- | ------------------------ | ----------------- | ------------------ |
| 2000 | KSČM (36,36 %)    | 4KOALICE (31,81 %)       | ODS (11,36 %)     | 42,62 % (52 z 122) |
| 2004 | KDU-ČSL (39,02 %) | KSČM (36,58 %)           | ODS (17,07 %)     | 38,67 % (41 z 106) |
| 2008 | ČSSD (40,54 %)    | KDU-ČSL (22,97 %)        | KSČM (20,27 %)    | 60,66 % (74 z 122) |
| 2012 | KSČM (30,5 %)     | ČSSD (23,72 %)           | KDU-ČSL (20,33 %) | 59,83 % (69 z 117) |
| 2016 | ANO 2011 (20 %)   | KSČM (20 %)              | ČSSD (18,18 %)    | 48,28 % (56 z 116) |
| 2020 | ANO (22,22 %)     | ODS+STO (20 %)           | ČSSD (15,55 %)    | 42,06 % (45 z 107) |
| 2024 | ANO (33,33 %)     | ODS+TOP 09+STO (23,07 %) | KDU-ČSL (17,94 %) | 40,82 % (40 z 98)  |

#### Prezidentské volby
V prvním kole prezidentských voleb v roce 2013 první místo obsadil Miloš Zeman (18 hlasů), druhé místo obsadil Karel Schwarzenberg (16 hlasů) a třetí místo obsadil Jan Fischer (13 hlasů). Volební účast byla 64,10 %, tj. 75 ze 117 oprávněných voličů. V druhém kole prezidentských voleb v roce 2013 první místo obsadil Miloš Zeman (53 hlasů) a druhé místo obsadil Karel Schwarzenberg (30 hlasů). Volební účast byla 70,34 %, tj. 83 ze 118 oprávněných voličů.
V prvním kole prezidentských voleb v roce 2018 první místo obsadil Miloš Zeman (41 hlasů), druhé místo obsadil Jiří Drahoš (14 hlasů) a třetí místo obsadil Pavel Fischer (9 hlasů). Volební účast byla 64,91 %, tj. 74 ze 114 oprávněných voličů. V druhém kole prezidentských voleb v roce 2018 první místo obsadil Miloš Zeman (52 hlasů) a druhé místo obsadil Jiří Drahoš (39 hlasů). Volební účast byla 78,63 %, tj. 92 ze 117 oprávněných voličů.
V prvním kole prezidentských voleb v roce 2023 první místo obsadil Andrej Babiš (31 hlasů), druhé místo obsadil Petr Pavel (19 hlasů) a třetí místo obsadila Danuše Nerudová (12 hlasů). Volební účast byla 69,44 %, tj. 75 ze 108 oprávněných voličů. V druhém kole prezidentských voleb v roce 2023 první místo obsadil Petr Pavel (38 hlasů) a druhé místo obsadil Andrej Babiš (37 hlasů). Volební účast byla 70,37 %, tj. 76 ze 108 oprávněných voličů.

## Pamětihodnosti
V obci se nachází moderní kaple svatého Otce Pia X. postavená v 60. letech minulého století a vysvěcená v roce 1970. Kaple, spadající do farnosti Biskupice, je jedním z mála katolických chrámů, které se podařilo postavit v době komunistické totality díky období tzv. pražského jara.

## Osobnosti
- Milan Kubík (1934–2000), lékař
- Josef Prokeš (* 1947), spisovatel, výtvarník a písničkář
- Hanuš Sýkora (1883–1944), novinář
- Jan Trnka (1898–1972), lékař-chirurg, narodil se v Boříkovickém dvoře